# Szent Mihály és Gábriel arkangyalok fatemplom (Somróújfalu)
A somróújfalui Szent Mihály és Gábriel arkangyalok fatemplom műemlékké nyilvánított épület Romániában, Szilágy megyében. A romániai műemlékek jegyzékében az  SJ-II-m-A-05026 sorszámon szerepel.